# Elise Malmros
Elise Anna Malmros, född 1849, död 1937, var en svensk filantrop. 
Hon grundade 1872 Syföreningen för välgörenhet i Landskrona. 
Elise Malmros blev 1882 en av Sveriges första kvinnliga bankkamrerer. 